# Krásnohorské Podhradie
Krásnohorské Podhradie este o comună slovacă, aflată în districtul Rožňava din regiunea Košice. Localitatea se află la altitudinea de 354 m deasupra n.m., se întinde pe o suprafață de 23,2 km2 și în 2017 număra 2.691 de locuitori.

## Istoric
Localitatea Krásnohorské Podhradie este atestată documentar din 1322.

## Demografie
| An:                | 1994 | 2004    | 2014   | 2024   |
| ------------------ | ---- | ------- | ------ | ------ |
| Număr de persoane: | 2068 | 2476    | 2634   | 2832   |
| Diferență:         |      | +19,72% | +6,38% | +7,51% |

| An:                | 2023 | 2024   |
| ------------------ | ---- | ------ |
| Număr de persoane: | 2822 | 2832   |
| Diferență:         |      | +0,35% |